# Resolució 952 del Consell de Seguretat de les Nacions Unides
La Resolució 952 del Consell de Seguretat de les Nacions Unides fou adoptada per unanimitat el 27 d'octubre de 1994. Després de reafirmar la Resolució 696 (1991) i totes les resolucions posteriors sobre Angola, el Consell va discutir sobre la implementació d'un alto el foc al país i va ampliar el mandat del Segona Missió de Verificació de les Nacions Unides a Angola (UNAVEM II) fins al 8 de desembre de 1994.
El Consell de Seguretat va començar reafirmant la importància dels acords de pau a Angola. Va ser encoratjat pels progressos realitzats durant les converses de pau a Lusaka i qualsevol retard addicional era inacceptable. Encara hi havia preocupació per les contínues hostilitats del país i el seu impacte sobre la població, l'ajuda humanitària, les converses de pau i el mandat de la UNAVEM II. Es va recordar a tots els països que observessin l'embargament d'armes a UNITA d'acord amb la Resolució 864 (1993).
Després d'ampliar el mandat de la UNAVEM II fins al 8 de desembre de 1994, el Consell va autoritzar un augment de la força de l'operació de manteniment de la pau al seu nivell anterior de 350 observadors militars i 126 observadors de policia amb personal local a instàncies del secretari general Boutros Boutros-Ghali que s'havia finalitzat un acord. Qualsevol ulterior d'expansió de la presència de les Nacions Unides a Angola també dependrà d'un informe del Secretari General. Es va instar a totes les parts a complir els compromisos que van cometre a Lusaka i establir i respectar un alto el foc durador.
La continuació de les hostilitats militars va ser deplorada pel Consell en violació de les resolucions 922 (1994), 932 (1994) i 945 (1994). Al mateix temps va deplorar la degradació de la situació humanitària, inclòs l'establiment de mines terrestres que inhibia els esforços humanitaris i va exigir a totes les parts garantir un pas segur per al personal humanitari. Es va exigir l'alliberament dels treballadors de socors humanitaris que van desaparèixer el 27 d'agost de 1994 i es va instar a totes les parts a cooperar amb la investigació de les Nacions Unides a aquest respecte.
Finalment, es va demanar al secretari general que informés al Consell sobre els esdeveniments a Lusaka i la situació a Angola.